# Hemija polimera
Hemija polimera ili makromolekulska hemija je multidisciplinarna nauka koja se bavi hemijskom sintezom i hemijskim svojstvima polimera ili makromolekula. IUPAC definiše polimere kao pojedinačne molekulske lance i kao domen hemije. Makroskopska svojstva polimernih materijala izučava fizika polimera.
Polimeri se formiraju polimerizacijom monomera. Polimer se hemijski opisuje u vidu njegovog stepena polimerizacije, distribucije molarne mase, taktičnosti, distribucije kopolimera, stepena grananja, po njegovim krajnjim grupama, ukrštenim vezama, kristalnosti i termalnim svojstvima kao što su njegova temperatura staklene tranzicije i temperatura topljenja. Rastvoreni polimeri imaju posebne karakteristike u pogledu rastvorljivosti, viskoziteta i gelacije.
Principi i metode koji se koriste u hemiji polimera takođe su primenljivi u širokom spektru drugih hemijskih poddisciplina kao što su organska hemija, analitička hemija i fizička hemija. Mnogi materijali imaju polimerne strukture, od potpuno neorganskih metala i keramike do DNK i drugih bioloških molekula, međutim, polimerna hemija se obično odnosi na kontekst sintetičkih, organskih kompozicija. Sintetički polimeri su sveprisutni u komercijalnim materijalima i proizvodima za svakodnevnu upotrebu, obično se nazivaju plastika i guma, i glavne su komponente kompozitnih materijala. Hemija polimera se takođe može uključiti u šira polja nauke o polimerima ili čak nanotehnologije, a obe se mogu opisati tako da obuhvataju fiziku polimera i polimerno inženjerstvo.

## Istorija
Rad Henrija Brakonota 1777. i rad Kristijana Šonbajna 1846. doveli su do otkrića nitroceluloze, koja je, tretirana kamforom, proizvodila celuloid. Rastvorena u etru ili acetonu, postaje kolodijum, koji se od Građanskog rata u SAD koristio kao zavoj za rane. Celulozni acetat je prvi put pripremljen 1865. Godine 1834-1844 otkriveno je da se svojstva gume (poliizoprena) znatno poboljšavaju zagrevanjem sa sumporom, čime je započet proces vulkanizacije.
Godine 1884, Hiler de Šardone pokrenuo je prvu fabriku veštačkih vlakana na bazi regenerisane celuloze ili viskoznog rajona, kao zamenu za svilu, ali je bila veoma zapaljiva. Godine 1907, Leo Bakeland je izumio prvi polimer napravljen nezavisno od produkata organizama, termoreaktivnu smolu fenol-formaldehida zvanu bakelit. Otprilike u isto vreme, Herman Luks je izvestio o sintezi aminokiselinskih N-karboksianhidrida i njihovih produkata velike molekulske mase nakon reakcije sa nukleofilima, ali je prestao da ih naziva polimerima, verovatno zbog čvrstih stavova koje je zastupao Emil Fišer, njegov direktni nadzornik, negirajući mogućnost da bilo koji kovalentni molekul prelazi 6.000 daltona. Celofan je izumio Žok Brandenberger 1908. godine, koji je tretirao listove viskoznog rajona kiselinom.
- Vodeće figure u hemiji polimera
- Herman Štaudinger, otac hemije polimera
- Volas Karoters, izumitelj najlona.
- Stefani Luiza Kvolek, izumiteljka kevlara.

Hemičar Herman Štaudinger prvi je predložio da se polimeri sastoje od dugih lanaca atoma držanih zajedno kovalentnim vezama, koje je nazvao makromolekulama. Njegov rad je proširio hemijsko razumevanje polimera, a zatim je usledilo proširenje polja hemije polimera tokom kojeg su izumljeni takvi polimerni materijali kao što su neopren, najlon i poliester. Pre Štaudingera, smatralo se da su polimeri nakupine malih molekula (koloida), bez određene molekulske težine, koje drži zajedno nepoznata sila. Štaudinger je dobio Nobelovu nagradu za hemiju 1953. Volas Karoters je 1931. godine izumeo prvu sintetičku gumu nazvanu neopren, prvi poliester, a 1935. izumio je najlon, pravu zamenu svile. Pol Flori je dobio Nobelovu nagradu za hemiju 1974. za svoj rad na polimernim konfiguracijama slučajnih zavojnica u rastvoru tokom 1950-ih. Stefani Kvolek je razvila je aramid ili aromatični najlon po imenu kevlar, patentiran 1966. Karl Zigler i Đulio Nata dobili su Nobelovu nagradu za otkriće katalizatora za polimerizaciju alkena. Alan Dž. Higer, Alan Makdajrmid i Hideki Širakava dobili su 2000. Nobelovu nagradu za hemiju za razvoj poliacetilena i srodnih provodljivih polimera. Sam poliacetilen nije našao praktičnu primenu, ali su se organske svetleće diode (OLED) pojavile kao jedna od primena provodnih polimera.
Nastavni i istraživački programi iz hemije polimera uvedeni su tokom 1940-ih. Institut za makromolekularnu hemiju osnovan je 1940. godine u Frajburgu u Nemačkoj pod upravom Štaudingera. U Americi je Herman Mark osnovao Institut za istraživanje polimera (PRI) 1941. godine na Politehničkom institutu u Bruklinu (sada Politehnički institut NYU).

## Polimeri i njihova svojstva
Polimeri su jedinjenja velike molekulske mase nastala polimerizacijom monomera. Jednostavni reaktivni molekul iz kojeg su izvedene ponavljajuće strukturne jedinice polimera naziva se monomer. Polimer se može opisati na mnogo načina: njegovom stepenu polimerizacije, raspodeli molarne mase, taktičnosti, raspodeli kopolimera, stepenu grananja, prema krajnjim grupama, ukrštenim vezama, kristaliničnosti i termalnim svojstvima, poput temperature staklastog prelaza i temperature topljenja. Polimeri u rastvoru imaju posebne karakteristike u pogledu rastvorljivosti, viskoznosti i geliranja. Ilustrativno za kvantitativne aspekte hemije polimera, posebna pažnja se posvećuje prosečnim brojevima i prosečnim molekulskim težinama {\displaystyle M_{n}} i {\displaystyle M_{w}}, respektivno.

{\displaystyle M_{n}={\frac {\sum M_{i}N_{i}}{\sum N_{i}}},\quad M_{w}={\frac {\sum M_{i}^{2}N_{i}}{\sum M_{i}N_{i}}},\quad }
Formiranje i svojstva polimera su racionalizovana u mnogim teorijama, uključujući Šojčens-Flirovu teoriju, Flori-Haginsovu teoriju rešenja, Kosi-Arlmanov mehanizam, teoriju polimernih polja, Hofmanovu teoriju nukleacije, Flori-Stokmakerovu teoriju i mnoge druge.

## Klasifikacija

### Poreklo
Polimeri se prema svom poreklu mogu podeliti na biopolimere i sintetičke polimere. Svaka od ovih klasa jedinjenja može se podeliti u specifičnije kategorije u odnosu na njihovu upotrebu i svojstva. Biopolimeri su strukturni i funkcionalni materijali koji sačinjavaju većinu organskih materija u organizmima. Jedna od glavnih klasa biopolimera su proteini koji su izvedeni iz aminokiselina. Polisaharidi, kao što su celuloza, hitin i skrob, su biopolimeri izvedeni iz šećera. DNK i RNK polinukleinske kiseline su izvedene iz fosforilisanih šećera vezanih za nukleotide koji nose genetske informacije.
Sintetički polimeri su strukturni materijali koji se manifestuju u plastici, sintetičkim vlaknima, bojama, građevinskim materijalima, nameštaju, mehaničkim delovima i lepkovima. Sintetički polimeri se mogu podeliti na termoplastične polimere i termoreaktivne plastike. Termoplastični polimeri uključuju polietilen, teflon, polistiren, polipropilen, poliestar, poliuretan, poli (metil metakrilat), polivinilhlorid, najlone i rajon. Termoreaktivna plastika uključuje vulkaniziranu gumu, bakelit, kevlar i poliepoksid. Skoro svi sintetički polimeri potiču od petrohemikalija.

### Viskoznost
Kako se polimeri produžavaju i njihova molekularna težina raste, tako viskoznost polimera u njihovom rastvorenom i tečnom stanju takođe raste. Stoga izmerena viskoznost sintetizovanih polimera može pružiti dragocene informacije o prosečnoj dužini polimera, toku reakcija i na koje se načine polimer grana.

## Tehnike
Otkriveno je mnogo različitih tehnika sinteze polimera.

### Spisak uobičajenih tehnika

#### Neorganska sinteza polimera
- Slobodno-radikalna polimerizacija
- Jonska polimerizacija
- Polikondenzacija
- Poliadicija
- Koordinaciona polimerizacija

#### Sinteza biopolimera
- Proteinska biosinteza
- Besćelijska proteinska sinteza
- DNK sinteza

## Literatura
- Cowie, J. M. G. (John McKenzie Grant) (1991). Polymers: chemistry and physics of modern materials. Glasgow: Blackie. ISBN 978-0-412-03121-2.
- Hall, Christopher (1989). Polymer materials (2nd изд.). London; New York: Macmillan. ISBN 978-0-333-46379-6.
- Rudin, Alfred (1982). The elements of polymer science and engineering. Academic Press. ISBN 978-0-12-601680-2.
- Wright, David C. (2001). Environmental Stress Cracking of Plastics. RAPRA. ISBN 978-1-85957-064-7.
- Roiter, Y.; Minko, S. (2005). „AFM Single Molecule Experiments at the Solid-Liquid Interface: In Situ Conformation of Adsorbed Flexible Polyelectrolyte Chains”. Journal of the American Chemical Society. 127 (45): 15688—15689. PMID 16277495. doi:10.1021/ja0558239.
- Painter, Paul C.; Coleman, Michael M. (1997). Fundamentals of polymer science: an introductory text. Lancaster, Pa.: Technomic Pub. Co. стр. 1. ISBN 978-1-56676-559-6.
- McCrum, N. G.; Buckley, C. P.; Bucknall, C. B. (1997). Principles of polymer engineering. Oxford; New York: Oxford University Press. стр. 1. ISBN 978-0-19-856526-0.

## Spoljašnje veze
- How to Analyze Polymers Using X-ray Diffraction
- Polymer Chemistry Hypertext, Educational resource
- The Macrogalleria
- Introduction to Polymers
- Glossary of Polymer Abbreviations